# Pseudomops neglectus
Pseudomops neglectus är en kackerlacksart som beskrevs av Robert Walter Campbell Shelford 1906. Pseudomops neglectus ingår i släktet Pseudomops och familjen småkackerlackor. Inga underarter finns listade i Catalogue of Life.